# Reichsoberhandelsgericht
Den tyske rigsoverhandelsret (tysk: Reichsoberhandelsgericht (ROHG), oprindeligt Bundesoberhandelsgericht) var en domstol, der havde sæde i Leipzig fra 1869 til 1879.
Domstolen blev oprettet på initiativ af Sachsen og Preussen. Frem til 1871 dømte domstolen i handelssager fra Det nordtyske forbund. Derefter var domstolen appelinstans for handelssager fra hele det Tyske Kejserrige.
I 1879 blev rigsoverhandelsretten afløst af den tyske rigsret, der også fik sæde i Leipzig.